# Ivancăuți, Cozmeni
Ivancăuți (în ucraineană Іванківці, transliterat: Ivankivți și în germană Iwankoutz) este un sat reședință de comună în raionul Cozmeni din regiunea Cernăuți (Ucraina). Are 1,388 locuitori, preponderent ucraineni (ruteni).
Satul este situat la o altitudine de 239 metri, pe malul pârâului Sovița, în partea de centru a raionului Cozmeni. De această comună depinde administrativ satul Gavrilești.

## Istorie
Localitatea Ivancăuți a făcut parte încă de la înființare din regiunea istorică Bucovina a Principatului Moldovei. Prima atestare documentară a localității datează din 27 octombrie 1452. În ianuarie 1775, ca urmare a atitudinii de neutralitate pe care a avut-o în timpul conflictului militar dintre Turcia și Rusia (1768-1774), Imperiul Habsburgic (Austria de astăzi) a primit o parte din teritoriul Moldovei, teritoriu cunoscut sub denumirea de Bucovina. După anexarea Bucovinei de către Imperiul Habsburgic în anul 1775, localitatea Ivancăuți a făcut parte din Ducatul Bucovinei, guvernat de către austrieci, făcând parte din districtul Cozmeni (în germană Kotzmann). Din 1844, funcționa la Ivancăuți o școală trivială cu 4 clase.
După Unirea Bucovinei cu România la 28 noiembrie 1918, satul Ivancăuți a făcut parte din componența României, în Plasa Șipenițului a județului Cernăuți. Pe atunci, majoritatea populației era formată din ucraineni, existând și o comunitate de români. În perioada interbelică a funcționat aici un oficiu PTT de stat .
Ca urmare a Pactului Ribbentrop-Molotov (1939), Bucovina de Nord a fost anexată de către URSS la 28 iunie 1940, reintrând în componența României în perioada 1941-1944. Apoi, Bucovina de Nord a fost reocupată de către URSS în anul 1944 și integrată în componența RSS Ucrainene. 
Începând din anul 1991, satul Ivancăuți face parte din raionul Cozmeni al regiunii Cernăuți din cadrul Ucrainei independente. Conform recensământului din 1989, numărul locuitorilor care s-au declarat români plus moldoveni era de 4 (1+3), reprezentând 0,29% din populația comunei . În prezent, satul are 1.388 locuitori, preponderent ucraineni.

## Demografie
Componența lingvistică a localității Ivancăuți
     Ucraineană (99,57%)
     Alte limbi (0,43%)
Conform recensământului din 2001, majoritatea populației localității Ivancăuți era vorbitoare de ucraineană (99,57%), existând în minoritate și vorbitori de alte limbi.
1930: 1.765 (recensământ)
1989: 1.370 (recensământ)
2007: 1.388 (estimare)

### Recensământul din 1930
Componența etnică a comunei Ivancăuți (județul Cernăuți)
     Români (17,28%)
     Ruteni (74,67%)
     Evrei (3,74%)
     Ruși (2,55%)
     Polonezi (1,07%)
     Germani (0,69%)
Componența confesională a comunei Ivancăuți
     Ortodocși (93,88%)
     Romano-catolici (1,98%)
     Mozaici (3,74%)
     Greco-catolici (0,4%)
Conform recensământului efectuat în 1930, populația comunei Ivancăuți se ridica la 1.765 locuitori. Majoritatea locuitorilor erau ruteni (74,67%), cu o minoritate de români (17,28%), una de evrei (3,74%), una de ruși (2,55%), una de polonezi (1,07%) și una de germani (0,69%). Din punct de vedere confesional, majoritatea locuitorilor erau ortodocși (93,88%), dar existau și mozaici (3,74%), romano-catolici (1,98%) și greco-catolici (0,40%). 

## Obiective turistice
- Biserica de lemn cu hramul „Nașterea Maicii Domnului” - construită în anul 1794[6]